# Orocrambus mylites
Orocrambus mylites là một loài bướm đêm trong họ Crambidae.